# 1705 w polityce

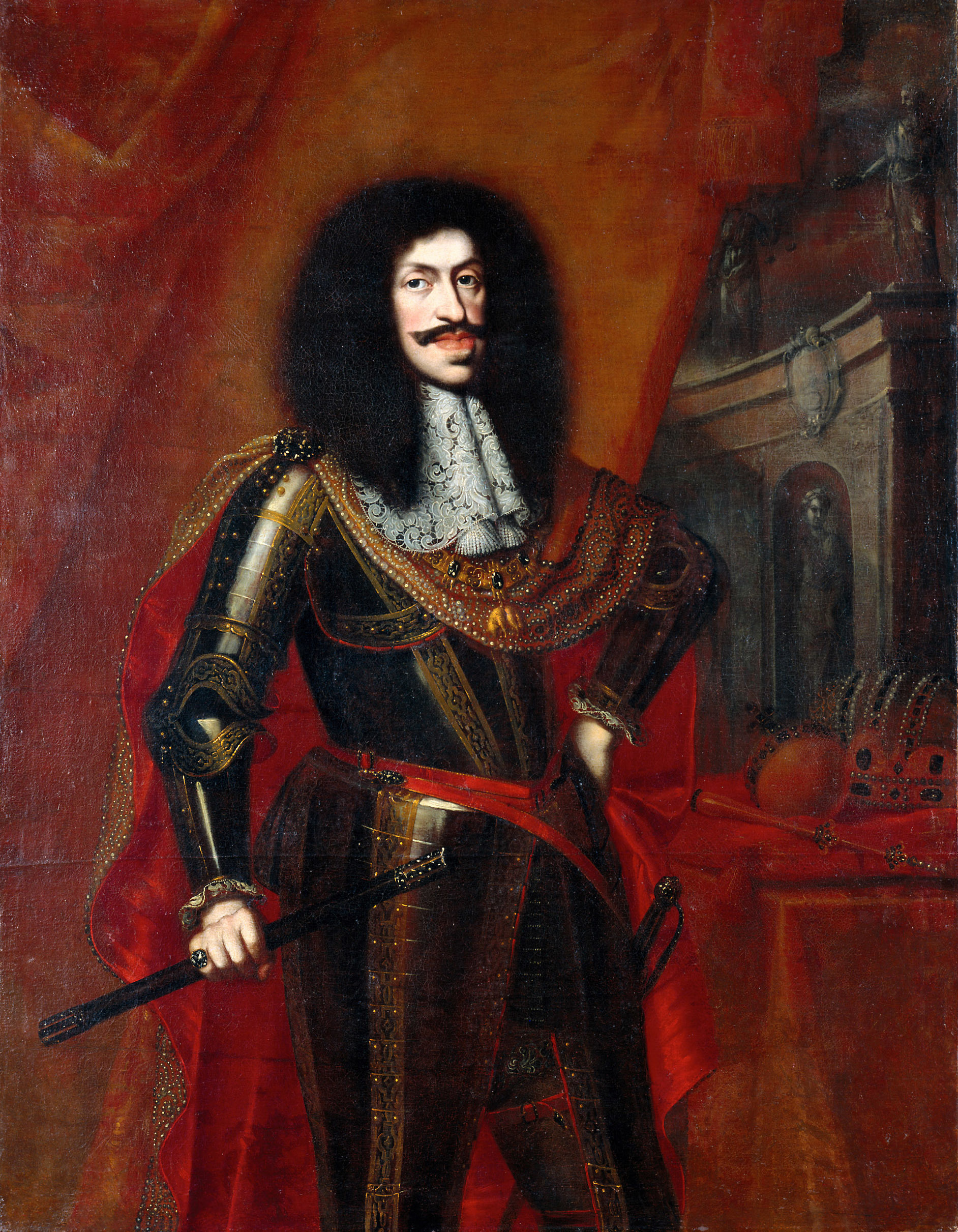
Leopold I Habsburg

Wydarzenia polityczne w 1705 roku.

## Wydarzenia
- 4 października arcybiskup lwowski koronował Stanisława Leszczyńskiego na króla Polski[1]. Ceremonia odbyła się mimo zakazu papieża[1].
- August II Mocny ustanowił Order Orła Białego[2].

## Urodzili się
- Lorenzo Ganganelli, późniejszy papież Klemens XIV[3].

## Zmarli
- 5 maja Leopold I Habsburg, cesarz rzymski[4].